# Яромир (епископ Праги)
Яромир (Гебхард) (чеш. Jaromír (Gebhart); ок. 1040 — 26 июня 1090, Эстергом, Венгрия) — епископ Праги в 1067—1090 годах из династии Пршемысловичей, четвёртый сын князя Чехии Бржетислава I и Йитки из Швейнфурта. Последовательно боролся за распространение юрисдикции Пражской епархии на территорию Моравии и независимость епископа Праги от королевской власти. Во многом, благодаря конфликту с епископом Яромиром чешский король Вратислав II перенёс свою резиденцию из Пражского града в Вышеград, где учредил новую церковную структуру — Вышеградский капитул — подчинявшуюся напрямую Святому Престолу.

## Биография
Яромир родился четвёртым из пяти сыновей чешского князя Бржетислава I и его жены Йитки из Швейнфурта.

### Борьба за сан епископа Праги
В юности Яромир был отправлен в духовное учение за пределы Чехии, поэтому при разделе Бржетиславом I Моравии между сыновьями отсутствовавший тогда Яромир остался без удела. После смерти в январе 1061 года его старшего брата, князя Спитигнева II, Яромир бросил учение и спешно вернулся в Чехию, рассчитывая получить некоторую часть отцовского наследства. Однако возвращение Яромира к светской жизни не входило в интересы его брата Вратислава, ставшего новым князем. Следуя воле отца, Вратислав рассчитывал в будущем продвинуть Яромира на должность епископа Праги и в первую субботу марта того же года, несмотря на противодействие Яромира, постриг его в священники. В присутствии Вратислава Яромира посвятили в сан дьякона, затем Яромир вслух прочел евангелие, после чего прислуживал епископу во время обедни. Однако вскоре после этой церемонии Яромир повязал рыцарский пояс и со всей своей дружиной бежал в Польшу ко двору князя Болеслава II.
После того как 9 декабря 1067 года умер шестой епископ Праги Север, братья Конрад и Ота вызвали Яромира из Польши, сняли с него рыцарский пояс и вновь облачили в священнические одежды. Яромир повторно принял постриг. Вместе с братьями Конрадом и Отой Яромир прибыл в Прагу, где князь Вратислав, опасаясь сговора братьев против его власти, подыскал уже другого кандидата на должность пражского епископа. На общем собрании знати, дружины и народа, состоявшемся у сторожевых ворот Праги в урочище Добенин, князь Вратислав представил в качестве нового пражского епископа саксонца Ланца, бывшего тогда пробстом Литомержицкого капитула. Однако большинство знати и дружины были недовольны кандидатурой Ланца и выступили на стороне Яромира и его братьев. Наиболее активно выступили против княжеского ставленника управитель дворца Койата, сын Вшебора, и правитель Жатеца Смил, сын Вожена. Дружина отошла от Вратислава II и встала лагерем у Опочно, вблизи города Градец-Кралове. Покинутый войсками князь Вратислав бежал в Прагу, пообещав по пути, что назначит епископом Праги Яромира. Подойдя к Праге, братья встали лагерем у деревни Гостиварж послали к князю посла. Вратислав возвел Яромира в епископы Праги и, обменявшись с братьями клятвами, отпустил их в Моравию. Койата и Смил, опасаясь мести князя, в первую же ночь бежали из Праги.
30 июня 1068 года в Майнце король Германии Генрих IV вручил Яромиру епископский перстень и пастырский посох, 6 июля архиепископ Майнца Зигфрид рукоположил Яромира в епископы, присвоив ему новое имя Гебхард. Вернувшись в Прагу, Яромир незамедлительно занял епископскую кафедру. Свою резиденцию новый пражский епископ устроил в усадьбе Херчинявес, где 8 июня 1070 года освятил новую церковь.

### Борьба за объединение епархий
Приступив к обязанностям епископа, Яромир решил вернуть в состав Пражской епархии выделившееся из неё в 1063 году Оломоуцкое епископство, что привело его к затяжному конфликту с епископом Оломоуца Яном I, длившемуся без малого 20 лет и ставшему предметом рассмотрения Римской курией. Многочисленные ходатайства Яромира к его брату князю Вратиславу об объединении двух епархий под началом пражского епископа оказались безрезультатными. Однако идея объединения епархий так захватила пражского епископа, что в 1073 году, как пишет в своей летописи Козьма Пражский, Яромир заявил: 
Хотя в течение вот уже 5 лет или того более, я не мог достичь с помощью просьбы того, чего хочу, но, бог свидетель, сделаю то, чего добиваюсь, и или объединю оба епископства, или их обоих лишусь,
после чего отправился в Оломоуц в сопровождении свиты. Прибыв ко двору епископа Яна и будучи милостиво им принят, Яромир затеял ссору и, как свидетельствует Козьма Пражский, «схватив обеими руками своего брата епископа за волосы, высоко поднял его и бросил на пол, как пучок соломы», после чего сопровождающие Яромира слуги набросились на Яна и стали избивать, приговаривая: «Учись страдать, столетний младенец, похититель чужой паствы». После этого епископ Яромир, как ни в чём ни бывало, продолжил путь в свой двор в Моравии.
Епископ Ян направил пространную жалобу князю Вратиславу, в которой требовал направить дело на рассмотрение Римской курии. Князь тотчас направил к епископу Яну вооружённую охрану, чтобы тот смог безопасно добраться до Праги. В Рим был отправлен княжеский посланец, однако его перехватили дружинники Яромира. Разгневанный Вратислав собрал внушительное посольство во главе со священником Петром, сыном Подива, и под охраной войск имперского пфальцграфа направил к папе Григорию VII.

Результатом посольства стало то, что в 1073 или 1074 году в Чехию прибыл особый посол и советник римского папы Рудольф для исследования обстоятельств конфликта и наказания виновных. Рудольф потребовал от князя созвать на священный синод всю знать страны и всех церковных иерархов, включая епископов Яромира Пражского и Яна Оломоуцкого. Дважды вызванный на синод Яромир ответил следующим образом:
Я не явлюсь, согласно твоему желанию, [на синод], если на нем будут отсутствовать мой учитель, архиепископ майнцский, и многочисленные остальные епископы. Согласно известным церковным законам, я не нанес ущерба достоинству и справедливости папы
Реакцией Рудольфа было лишение Яромира священнического сана и отстранение от должности епископа Праги. Однако чешское духовенство встало на защиту епископа Яромира: как говорит летописец, все каноники и капелланы заявили об отказе от своих званий и должностей и открыли алтари, служба в храмах и монастырях прекратилась. Папский посланец, озадаченный такой реакцией духовенства вынужден был вернуть Яромиру звание священника. При этом Рудольф пообещал, что если оба епископа в текущем году не отчитаются папе в своих действиях, оба будут отлучены от церкви. Яромир и Ян Оломоуцкий незамедлительно отправились в Рим и представили папе свои письменные объяснения. После этого им было приказано отправляться домой и ждать вызова на генеральный синод.
Неизвестно, чем бы закончилось рассмотрение этого конфликта на заседании генерального синода, если бы в дело не вмешалась маркграфиня Матильда Тосканская, обладавшая огромным влиянием на римскую курию. Проникшись симпатией к своему дальнему родственнику Яромиру, Матильда выступила посредником между ним, епископом Оломоуца и римским папой. В результате было заключено соглашение, в соответствии с условиями которого оба епископа должны будут жить в мире, каждый в своей епархии, а если они нарушат это условие, то через 10 лет оба епископа должны будут явиться к римскому двору и получить решение папы по своему делу. Яромир был восстановлен папой в священническом звании и епископском достоинстве. Также папа передал чешским послам письма для князя Вратислава, в которых предписывал ему принять своего брата с почетом и жить с ним в мире.

### Майнцский сейм
На Майнцском сейме в 1085 или начале 1086 года император даровал князю Вратиславу титулы короля Чехии и короля Польши. Участвовавший в этом сейме епископ Праги Яромир-Гебхард воспользовался случаем для продолжения своей кампании за объединение епархий и подал письменную жалобу императору. Поскольку к этому моменту епископ Ян I Оломоуцкий (ум. 1085) уже отошёл в мир иной, Яромир просил императора запретить избрание нового епископа Оломоуца. В обоснование своих требований Яромир предъявил поддельную грамоту пражского епископа св. Войтеха (982—996), якобы полученную им от императора Оттона I и утверждённую римским папой, в соответствии с которой территория Оломоуцкой епархии (Моравия) входила в состав епископства Пражского. В этой просьбе Яромира поддержал его брат король Вратислав, а также архиепископ Майнца Везило. В результате 29 апреля 1086 года епископ Праги с одобрения сейма получил императорскую привилегию, в соответствии с которой Пражская и Оломоуцкая епархии были вновь объединены под началом епископа Пражского. Кроме того, в привилегии были чётко установлены новые границы Пражского епископства, включавшие в себя всю территорию Чешского королевства, включая Моравию. В новой грамоте было указано:
Мы, разумно побуждаемые просьбой епископа, своей имперской властью утверждаем за ним и его преемниками воссоединенное Пражское епископство. И нерушимо постановляем, что никакое лицо, независимо от его положения, и никакое объединение лиц не смеет впредь отчуждать что-либо из того, что принадлежит Пражской церкви в указанных выше границах... Дано 29 апреля, в лето от рождества Христова 1086, 9 индикта, в 32 год правления государя Генриха как короля и в 3 год как императора.
В том же году, благодаря усилиям епископа Яромира, антипапа Климент III утвердил грамоту императора о переходе Моравии под церковную юрисдикцию Пражской епархии.

### Противостояние короля и епископа
Отношения между Яромиром и его братом Вратиславом никогда не были безоблачными. Помимо очевидной личной неприязни, вызванной борьбой за политическое влияние, у братьев были противоположные взгляды на ряд принципиальных вопросов организации и функционирования чешской церкви. В частности, Вратислав был противником объединения Пражской и Оломоуцкой епархий, чего упорно добивался Яромир, а также выступал за возвращение служения литургии на славянском языке, запрещённой в Чехии папой Григорием VII в 1080 году, и поддерживал деятельность монахов Сазавского монастыря по её распространению, против чего яростно боролся епископ Яромир.

Получение Вратиславом королевского титула и объединение чешской епархии во главе с Яромиром-Гебхардом лишь усилило их непримиримое соперничество в борьбе за верховную власть. Вот что свидетельствует летописец: 
Король не желал считать брата равным себе, а епископ не хотел быть ниже брата. Первый хотел быть во главе, а второй не хотел быть в подчинении. Первый хотел властвовать и главенствовать так, как это подобает королю, а второй не желал подчиняться его повелениям и приказам и признавал себя подчиненным только императору, от которого и получил епископство. Иногда непримиримость между ними доходила до такой степени, что король иногда в праздничные дни не имел при себе епископа, который должен был возлагать корону на его голову...
Ещё в 1070 году князь Вратислав, желая дистанцироваться от властолюбивого епископа Яромира, перенёс свою резиденцию в Вышеград, где в противовес пражскому епископу учредил независимый от него Вышеградский капитул, подчинявшийся напрямую римскому папе. Далее конфликт дошёл до того, что король, желая ослабить власть Яромира, в 1088 году вновь выделил из Пражского епископства самостоятельную Оломоуцкую епархию, во главе которой поставил своего капеллана Вецла (Везеля). Епископ Гебхард решил отправиться в Рим с жалобой на нарушение его прав и привилегий. По пути в Рим он заехал к своему другу королю Венгрии Ласло I, где внезапно занемог и на седьмой день умер 26 июня 1090 года.